# Cambérène
Cambérène ist einer der 19 Stadtbezirke der Metropole Ville de Dakar, der Hauptstadt Senegals mit dem Status einer Gemeinde (commune). Im dörflichen Kern ist der Ort eine Gründung der sufistischen Bruderschaft Layène. und gilt als ihr Zentrum. Einem ihrer geistlichen Führer ist am Strand das Mausolée de Seydina Issa Rohou Laye errichtet worden.

## Geografie
Cambérène ist der nordöstlichste und mit 11 km der am weitesten von der Innenstadt entfernte Stadtbezirk von Dakar. Er erstreckt sich lang und schmal umgrenzt auf 2400 Meter entlang des Sandstrandes der Grande-Côte im Norden der Cap-Vert-Halbinsel bei einer Breite von 400 bis 1200 Meter.
Cambérène ist baulich zusammengewachsen mit und allseits umgeben von Parcelles Assainies, das sind städteplanerische Stadterweiterungen der Metropole Dakar, die sich durch eine Kanalisation und eine geordnete Grundstücks- und Straßenentwässerung auszeichnen. Der Westteil dieser neu entstandenen Stadtviertel wurde im Stadtbezirk Parcelles Assainies zusammengefasst, während der Ostteil als Stadtbezirk Golf Sud in die Nachbarstadt Guédiawaye eingegliedert wurde.
Der Stadtbezirk hat eine Fläche von 1,974 km². Er ist vollständig bebaut und dicht besiedelt.

## Geschichte
Im Jahr 1996 wurde Cambérène als commune d’arrondissement im Arrondissement des Parcelles Assainies zu einem Stadtbezirk der Metropole Ville de Dakar. Im Jahr 2014 erhielt der Stadtbezirk, wie in Senegal alle communes d'arrondissement, den landesweit einheitlichen Status einer Gemeinde (commune).

## Bevölkerung
Die letzten Volkszählungen ergaben für den Stadtbezirk jeweils folgende Einwohnerzahlen:
| Jahr | Einwohner |
| ---- | --------- |
| 1988 | …         |
| 2002 | 36.892    |
| 2013 | 52.420    |
| 2023 | 71.432    |

## Verkehr
Eine zweieinhalb Kilometer lange Straße verbindet Cambérène nach Süden mit der N 1. Zwischen dem Strand von Cambérène und der städtischen Bebauung wurde die vierstreifige Schnellstraße Voie de Dégagement Nord (VDN) gebaut, die als zusätzliche Ausfallstraße der Entzerrung des Verkehrs zwischen der Metropole und dem Rest des Landes dienen soll. Sie verbindet den Stadtbezirk in Richtung Westen über Parcelles Assainies mit der Innenstadt von Dakar. Nach Nordosten führt die VDN parallel zum Strand der Atlantikküste in Richtung Diamniadio vorbei an Guédiawaye und Malika und endet vorläufig nahe des Lac Rose in Tivaouane Peulh-Niaga.
Der Straßenbau stieß bei der Bevölkerung von Cambérène im Jahr 2018 auf massiven Widerstand. Erst mit der Fertigstellung einer 350 Meter langen Brücke über den Strand in Höhe des Mausolée de Seydina Issa Rohou Laye konnte die Straße am 3. März 2022 dem Verkehr übergeben werden.